# Capnia vidua
Capnia vidua är en bäcksländeart som beskrevs av František Klapálek 1904. Capnia vidua ingår i släktet Capnia och familjen småbäcksländor. Enligt den svenska rödlistan är arten otillräckligt studerad i Sverige. Arten förekommer i Övre Norrland. Artens livsmiljö är sjöar och vattendrag, våtmarker.

## Underarter
Arten delas in i följande underarter:
- C. v. brachyptera
- C. v. rilensis
- C. v. anglica
- C. v. collarti
- C. v. vidua